# Cytherea albifrons
Cytherea albifrons är en tvåvingeart som först beskrevs av Friedrich Hermann Loew 1873.  Cytherea albifrons ingår i släktet Cytherea och familjen svävflugor. Inga underarter finns listade i Catalogue of Life.